# Pseudozizeeria squalida
Pseudozizeeria squalida är en fjärilsart som beskrevs av Butler 1879. Pseudozizeeria squalida ingår i släktet Pseudozizeeria och familjen juvelvingar. Inga underarter finns listade.